# Florian Spengler
Florian Spengler, född 14 januari 1988 i Ellwangen, är en tysk racerförare.

## Racingkarriär
Spengler började köra i ADAC Volkswagen Polo Cup 2008, där han slutade långt ned, på 24:e plats, första säsongen. 2009 gick det lite bättre än säsongen tidigare och han slutade ungefär mitt i tabellen, på trettonde plats.
Till säsongen 2010 tog han sig till Division 1 i ADAC PROCAR för Liqui Moly Junior Team Engstler med en BMW 320i.
| År                                               | Klass/Mästerskap                             | Team                            | Bil             | Totalt/poäng   | Bästa placering |
| ------------------------------------------------ | -------------------------------------------- | ------------------------------- | --------------- | -------------- | --------------- |
| 2008                                             | ADAC Volkswagen Polo Cup                     | ?                               | Volkswagen Polo | 24:a/28p       | ?               |
| 2009                                             | ADAC Volkswagen Polo Cup                     | ADAC e.V. Motorsport            | Volkswagen Polo | 13:e/130p      | ?               |
| 2010                                             | ADAC PROCAR - Division 1 (PROCAR Super 2000) | Liqui Moly Junior Team Engstler | BMW 320i        | säsongen pågår |                 |
| Senast uppdaterad: 2010-04-10 (5353 dagar sedan) |                                              |                                 |                 |                |                 |